# Émilie Simon
Émilie Simon é uma cantora e compositora francesa. Nasceu em 1978 em Montpellier. 
Ela é a compositora da trilha sonora original do documentário francês A Marcha dos Pinguins (La Marche de l'Empereur). Com esse trabalho ganhou o prêmio César de melhor Trilha Sonora Original de 2006 e o prémio Victoires de La Musique.
O seu primeiro álbum, intitulado somente Émilie Simon, também ganhou o Victoires de La Musique, em 2004, por melhor álbum de música eletrônica. É uma artista muito popular na França por seu estilo elegante, sentimental e experimental, além da mistura da música eletrônica com outros ritmos e o uso de instrumentos não convencionais como furadeiras, copos com água, etc.

## Biografia
Émilie nasceu em 1978, em Montpellier, na Riviera Francesa, filha de um engenheiro sonoro. Ela estudou canto de letras em Conservatoire por sete anos antes de estudar músicas antigas na Sorbonne e, mais tarde, música na IRCAM. Ela concluiu os seus estudos, obtendo o DEA (diplôme d'études approfondies, equivalente ao mestrado francês) em música contemporânea.
Émilie desenvolveu, portanto, vasta experiência tanto em performance quanto em composição, produção, edição e programação musical. A príncípio, ela tentou tocar jazz, e depois rock, mas foi na música eletrônica que encontrou sua verdadeira vocação.

### Émilie SimoneLa Marche De L'Empereur(2003 - 2005)
Em maio de 2003, Émilie lançou o seu primeiro álbum, auto-intitulado “Émilie Simon”. O álbum foi muito aclamado pela crítica e também comercialmente bem recebido pelo público francês. Para promover o seu álbum, Émilie fez várias apresentações na televisão por toda a França. Em 2004, ela recebeu o prémio “Victoire de la Musique” na categoria ‘Álbum Electrónico’.
Dois videoclipes foram feitos para promover Émilie Simon, com as músicas “Désert” e “Flowers”. A versão em inglês de “Desert” possui um Videoclipe idêntico à versão francesa. Além de um re-lançamento do álbum em algumas partes do mundo com músicas adicionais. Apesar do álbum ter sido lançado há três anos, ele ainda tinha (ou tem) preço médio na França até Janeiro de 2007.
Em 2004-2005, ela foi convidada pelo produtor Luc Jacquet para compor a trilha sonora original para o filme “La marche de l’Empereur” (Marcha dos Pinguins em Português), que era um filme do tipo documentário sobre a migração anual dos pinguins imperadores.
A trilha sonora foi lançada pela “Universal Movie” como seu segundo álbum. Em 2006 ela ganhou o “Victoire de la Musique” na categoria ‘Trilha Sonora’ e foi premiada com o “César Award” pela melhor composição para um filme. No entanto, a versão “March of the Penguins” foi lançada nos Estados Unidos e no Canadá inglês com uma trilha sonora mais tradicional feita por Alex Wurman, porque os produtores locais tiveram medo de que a trilha sonora de Émilie fosse muito desafiadora aos Norte-Americanos (os únicos cinemas Norte-Americanos que apresentaram o filme com a trilha sonora de Émilie Simon foram os do circuito francês na província do Quebec). A versão canadense do filme em DVD possui ambas as trilhas sonoras, mas a dos EUA, somente a de Wurman.

### Végétal,The Flower BookeA l'Olympia(2006 - 2008)
Em 2006, Émilie lançou seu terceiro álbum, "Végétal", e usa o som das plantas, como o nome indica. Com som mais obscuro do que seus trabalhos anteriores, quase todas as músicas do álbum apresentam jogos de palavras relacionadas à flora. Dois videoclipes foram produzidos a partir de "Végétal", primeiro “Fleur de Saison” e depois “Dame de Lotus”. O álbum possui “OpenDisc”, o que dá acesso a conteúdos especiais, como músicas e vídeos em seu site oficial. Végétal é o único álbum que tem mais de uma capa. Actualmente, três capas diferentes existem para o mesmo.
Mais recentemente, Émilie começou a produzir e lançar CDs nos Estados Unidos. Seu primeiro lançamento foi a coletânea “The Flower Book”, lançada em Novembro de 2006, com faixas de seus três primeiros álbuns. O lançamento veio seguido de uma tour por Nova York e Los Angeles e "Désért" foi lançada em vinil nos EUA, acompanhada do single "Rose Hybride de Thé", originalmente presente em "Végétal". Em Abril de 2007 Émilie lançou seu segundo álbum nos E.U.A., “The March of the Empress”, versão americana de "La Marche De L'Empereur".
Em Março de 2007, Émilie lançou seu primeiro álbum ao vivo, “Á l’Olympia”. Ele foi lançado como CD e DVD, e contém trechos ao vivo de um concerto gravado no dia 19 de Setembro, em 2006. Músicas de todos os seus três primeiros álbuns estiveram presentes na gravação.

### The Big MachineeFranky Knight(2009 - 2012)
Émile estabeleceu residência permanente em Nova Iorque e lá se comoveu com a agitação da grande metrópole. O clima cosmopolita da cidade foi a grande inspiração que a levou a produzir seu quarto álbum de inéditas, "The Big Machine", de sonoridade muito mais pop, com influências do jazz, bossa nova e dos musicais da Broadway. O álbum recebeu críticas mistas, aclamando a mudança na sonoridade, porém notando grande similaridade tanto em estilo como em performance vocal com a cantora Kate Bush. Dois videoclipes foram produzidos nesta era, para as músicas "Rainbow" e "Dreamland", este último contendo uma versão da música diferente daquela presente no álbum.
Dias antes do lançamento de "The Big Machine", Émilie sofreu a perda de seu namorado, o produtor François Chevalier, falecido vítima da gripe H1N1. Ela compôs diversas canções em memória ao namorado, mas preferiu não comentar nada durante todo o período de divulgação de "The Big Machine", cumprindo com a sua agenda. 
Em 2010, ela foi convidada pelos diretores David e Stéphane Foenkinos para realizar a trilha sonora do filme "La Délicatesse" ("A Delicadeza do Amor" no Brasil, "A Delicadeza" em Portugal). Unindo as novas gravações para "La Délicatesse" com as canções de luto produzidas em 2009, ela lançou, em 2011, seu quinto álbum de estúdio, "Franky Knight", cujo nome é uma tradução livre de "François Chevalier" para o inglês. Também dois videoclipes foram produzidos a partir de "Franky Knight", o primeiro single, "Mon Chevalier", e o segundo "Jetaimejetaimejetaime".

## Discografia

### Émilie Simon
Lançado em 2003
- Désert
- Lise
- Secret
- Il pleut
- I Wanna Be Your Dog (Iggy Pop/The Stooges Cover)
- To the Dancers in the Rain
- Dernier lit
- Graines d’étoiles
- Flowers
- Vu d’ici
- Blue Light
- Chanson de toile
- Desert (English Version) Bonus Disc
- Solène (Bonus Track) Bonus Disc
- Femme Fatale (starring Tim Keegan) (Velvet Underground Cover) Bonus Disc
- Desert (Avril Puzzle Mix) Bonus Disc
- Desert (Leila Mix) Maxi
- Désert (Thievery Corporation Mix) Maxi
- Flowers Never Die (F. Pallem & JM Pelatan Mix) Maxi
- Graines d’étoiles (JeanJean Mix) Maxi
- Nous voulons des fleurs (Cyrille Brissot Mix) Maxi

### La Marche de l'Empereur
Lançado em 2005
- The Frozen World
- Antarctic
- The Egg
- Song of the Sea
- Baby Penguins
- Attack of the Killerbirds
- Aurora Australis
- The Sea Leopard
- Song of the Storm
- Mother's Pain
- To the Dancers on the Ice
- All Is White
- The Voyage
- Footprints in the Snow (Bonus Track)
- Ice Girl (Bonus Track)

### Végétal
Lançado em 2006
- Alicia
- Fleur de saison
- Le vieil amant
- Sweet Blossom
- Opium
- Dame de lotus
- Swimming
- In the Lake
- Rose hybride de thé
- Never Fall in Love
- Annie
- My Old Friend
- En cendres

- Au Lever Du Soir (Cd Bonus) Écouter
- Ferraille (Cd Bonus) Écouter
- Papillon (Cd Bonus) Écouter
- Fleur De Saison (Neimo Flavoured) (Cd Bonus) Écouter
- Fleur De Saison (Jd And Jo From Le Tigre Remix) (Cd Bonus) Écouter
- Opium (Clocks Remix) (Cd Bonus) Écouter
- Opium (Tom Van Den Heuvel Remix) (Cd Bonus) Écouter
- Fleur De Saison (Cd Bonus) Écouter
- Epk Vegetal (Cd Bonus) Écouter

### The Flower Book
Lançado em 2006
- Song Of The Storm
- I Wanna Be Your Dog (remix)
- Dame De Lotus
- Desert (UK version)
- Fleur De Saison
- Le Vieil Amant
- Sweet Blossom
- Rose Hybride de The
- Never Fall In Love
- Flowers
- Il Pleut
- Swimming
- In The Lake
- My Old Friend
- To The Dancers In The Rain

### À l'Olympia
Ao Vivo lançado em 2007
CD
- Dame De Lotus
- Fleur De Saison
- Rose Hybride De Thé
- In The Lake
- Sweet Blossom
- Swimming
- Opium
- Le Vieil Amant
- Ice Girl
- I Wanna Be Your Dog
- Song Of The Storm
- Never Fall In Love
- Désert
- Alicia
- En Cendres
- My Old Friend
- Graines D’Étoiles
- Flowers
- Come As You Are

Extras (Opendisc)
- Annie
- All Is White

DVD
- [intro]
- Dame de lotus
- Fleur de saison
- Rose hybride de thé
- In the lake
- Sweet blossom
- Annie
- Swimming
- Opium
- Le vieil amant
- Ice girl
- All is white
- I wanna be your dog
- Never fall in love
- Désert
- Alicia
- En cendres
- Graines d’étoiles
- My old friend
- Flowers
- Come as you are